# فرنچ کمپ (کالیفرنیا)
فرنچ کمپ (به انگلیسی: French Camp) یک منطقهٔ مسکونی در ایالات متحده آمریکا است که در شهرستان سن ژواکین، کالیفرنیا واقع شده‌است. فرنچ کمپ ۸٫۱۴۰ کیلومتر مربع مساحت و ۳٬۳۷۶ نفر جمعیت دارد و ۶ متر بالاتر از سطح دریا واقع شده‌است.